# Domján István
Domján István (Bőnyrétalap, 1960. március 16. –) labdarúgó, középpályás.

## Pályafutása
Az NB II-es Bábolna SE-ből 1982 nyarán a szintén NB. II-es Dorogi AC igazolta le. Dorogon hamar beilleszkedett és a csapat egyik meghatározó játékosa lett. Mindjárt a szezon nyitó mérkőzésen remekelt, az NB. I-ből kiesett Ózdi Kohász otthonában 7000 néző előtt. Góljával egyenlített a Dorog, majd egy újabb találatát a játékvezető érvénytelenítette, amely ellen hevesen tiltakozott és végül a kiállítás sorsára jutott. A dorogiak végül emberhátrányban is megőrizték az 1-1-s állást, sőt az utolsó percben ziccert hibáztak a hazaiak kapuja előtt. Kiváló társa lett a csapatban Sikesdi Gábor, akivel remekül irányították a játékot és mindketten gólveszélyesek is voltak. Domján a megbízható és jó játékán felül, középpályás létére csatárokhoz méltó góltermést is produkált. 14 góljával házi gólkirály lett. 
A Nagybátony elleni mérkőzésen négyszer volt eredményes. Mindennek ellenére a bajnokság végén meglehetősen balszerencsés módon kiestek az akkor egycsoportos 20 csapatból álló NB. II-ből. Hogy mennyire kiegyensúlyozott volt a mezőny, hűen tükrözi, hogy a 11. helyen végzett Keszthelynek csak 2 ponttal volt több, mint a 18. helyezett Dorognak. Kiváló játékára azonban többen is felfigyeltek és végül az NB. I-es Szombathelyi Haladás igazolta le. Szombathelyen biztos pontja volt a csapatnak és sokat tett azért, hogy a Haladás hosszú éveken át masszív első osztályú egyesület tudott lenni.